# Massacre do Condado de Dao

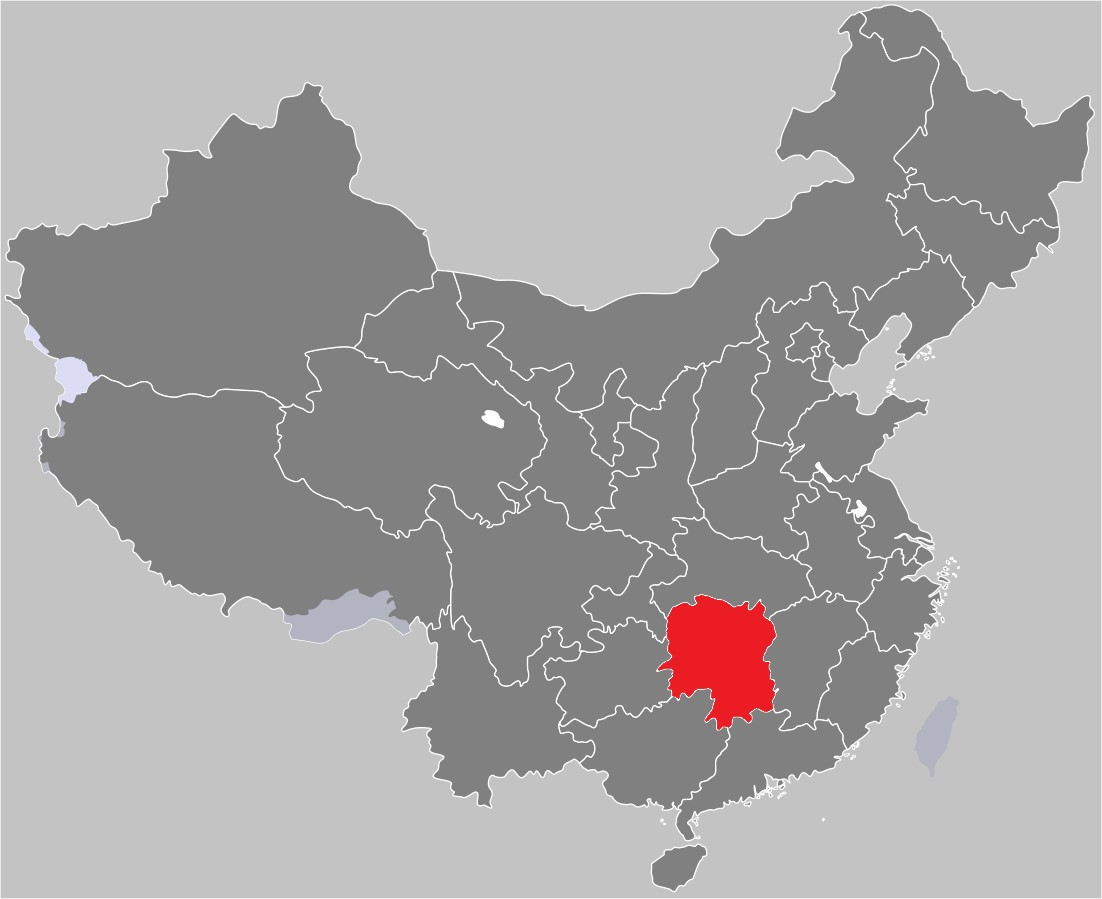
Província de Hunan (em vermelho)

O Massacre do Condado de Dao (chinês tradicional: 道縣大屠殺, chinês simplificado: 道县大屠杀, pinyin: Dào Xiàn Dàtúshā) foi um massacre que ocorreu durante a Revolução Cultural Chinesa no Condado de Dao, bem como em dez outros condados e cidades próximas na província de Hunan. De 13 de agosto a 17 de outubro de 1967, um total de 9.093 pessoas morreram no massacre: 7.696 pessoas foram mortas, enquanto 1.397 pessoas foram forçadas a cometer suicídio. Outras 2.146 pessoas ficaram permanentemente feridas e incapacitadas. Pelo menos 14.000 pessoas participaram do massacre, e a maioria das vítimas foram rotuladas como "inimigos da classe", pertencentes às "Cinco Categorias Negras". O massacre do Condado de Dao teve um impacto direto no Massacre do Condado de Shaoyang em 1968.

## Contexto histórico
Durante a Revolução Cultural na China, que durou de 1966 a 1976, milhões de pessoas consideradas "contra-revolucionárias" ou que se opunham a Mao Tsé-Tung foram perseguidas. Em duas reuniões em todo o condado em 5 e 11 de agosto de 1967, Liu Shibing (刘世斌), o comissário político da sede da milícia do Condado de Dao, espalhou um boato de conspiração: as tropas nacionalistas de Chiang Kai-shek iam atacar a China continental e os inimigos da classe do condado, particularmente as Cinco Categorias Negras, planejadas para se rebelar em cooperação com o plano de guerra de Chiang. Além disso, Liu afirmou que várias pessoas das Cinco Categorias Negras no condado de Dao "conspiraram para matar todos os membros do partido comunista, bem como os líderes camponeses pobres e médios-baixos do condado". Liu Shibing, junto com Xiong Binen (熊炳恩), então Vice-Secretariado do Comitê do PCC do Condado de Dao, ordenou que todos os níveis do pessoal da milícia e oficiais de segurança iniciassem um ataque preventivo urgente contra os inimigos de classe.

## O massacre

### Métodos de matar
As vítimas foram mortas de várias maneiras, incluindo tiros, espancamento, afogamento, explosão (com dinamites), decapitação, enforcamento, queima e assim por diante.

### Número de mortos
- Somente no condado de Dao, 4.519 pessoas morreram no massacre: 4.193 foram mortas e 326 foram forçadas a cometer suicídio.[1][2]
- Em todos os condados e cidades envolvidas, 7.696 pessoas foram mortas e 1.397 pessoas foram forçadas a cometer suicídio.[1][3]

### O fim
Eventualmente, depois de receber sérias reclamações dos sobreviventes do massacre, em 29 de agosto o Comitê Central do PCCh e o Comitê Revolucionário Provincial de Hunan enviaram o 47º Exército de Campo para forçar todos os membros locais do PCCh e da milícia a parar a matança. No entanto, assassinatos esporádicos ocorreram até 17 de outubro.

## Reabilitação
Após a Revolução Cultural, o Partido Comunista Chinês (PCC) considerou o incidente do Condado de Dao como um dos "casos injustos, falsos e errôneos (冤假错案)" da Revolução e as vítimas foram reabilitadas, mas apenas um pequeno número de perpetradores foram punidos durante o período do "Boluan Fanzheng". Vários líderes do massacre foram expulsos do PCC ou receberam várias penas de prisão; no próprio Condado de Dao, apenas 11 pessoas foram processadas e condenadas a 3–10 anos de prisão, respectivamente. No total, doze pessoas foram condenadas à prisão perpétua, mas nenhuma recebeu pena de morte. As punições leves para os perpetradores geraram indignação pública na década de 1980, com muitos residentes locais visitando Pequim pessoalmente, pedindo justiça.